# John Moore (1er baronnet)
Pour les articles homonymes, voir John Moore et Moore.
John Moore, 1er baronnet, (24 mars 1718 – 2 février 1779) est un officier de marine britannique. Il effectue toute sa carrière dans la Royal Navy et combat pendant la guerre de Succession d'Autriche et la guerre de Sept Ans, au cours de laquelle il conduit la flotte qui envahit la Guadeloupe. Il parvient au grade d'Admiral.

## Biographie

### Origines et jeunesse
Moore naît le 24 mars 1718, il est le troisième fils d'Henry Moore, le recteur de Malpas (Cheshire), lui-même fils de Henry Hamilton-Moore, 3e comte de Drogheda. Sa mère, Catherine, est la fille de Sir Thomas Knatchbull, baronnet, et la veuve d'un premier mariage avec Sir George Rooke. Moore étudie dans un premier temps à la grammar school de Whitchurch, Shropshire, mais il apparaît dès l'âge de 11 ans parmi les membres d'équipage du HMS Lion qui doit prendre la direction des Indes occidentales en 1729. Le Lion est, à cette époque, le vaisseau amiral du Rear-Admiral Charles Stewart, un parent de John Moore.

## Carrière dans laRoyal Navy
Moore ne naviguera cependant jamais sur le Lion et le quitte avant son départ, il est transféré dans un premier temps à bord du HMS Rupert, avant de passer à bord du HMS Diamond. En 1731, le Diamond passe sous le commandement de George Anson. Moore sert un an à bord du Diamond, avant d'être transféré sur le HMS Princess Amelia commandé par le captain Edward Reddish. Son affectation suivante est le HMS Squirrel, qui avait été confié entretemps à George Anson, que Moore connaissait pour avoir été son ancien subordonné. Moore sert pendant trois ans et demi à bord du Squirrel au large des côtes de la Caroline. Il passe ensuite sur le HMS Warspite pendant plusieurs mois. Ce bâtiment sert alors dans la Manche en tant que vaisseau amiral de Charles Stewart, qui avait été promu au grade de Vice-Admiral entretemps. Moore change à nouveau de vaisseau, il passe sur le HMS Torrington, sous les ordres du captain William Parry. Il passe son brevet de lieutenant le 6 avril 1738 et rejoint le HMS Lancaster en cette qualité. Le Lancaster fait alors partie de la flotte du contre-amiral Nicholas Haddock, qui croise au large de Cadix et fait des incursions en Méditerranée.
Haddock rentre en Angleterre pour raisons de santé en 1742, laissant temporairement le commandement de la flotte à Richard Lestock. Lestock est relevé de son commandement avec l'arrivée du remplaçant de Haddock, le Vice-Admiral Thomas Mathews. Mathews prend Moore à bord de son, HMS Namur mais finit par rentrer en Angleterre pour servir à bord du HMS Lenox pour servir sous les ordres d'un autre de ses parents, Daniel Finch, 8e comte de Winchilsea qui, entretemps, avait été nommé Premier Lord de l'Amirauté. Profitant de la protection d'un personnage si haut placé, Moore pouvait s'attendre à ce que son avancement s'en trouve accéléré. Il est tout juste placé au commandement de la frégate HMS Diamond récemment sortie des chantiers navals, le 24 décembre 1743, et met les voiles en direction des Indes orientales en mai 1744 au sein de l'escadre commandée par le commodore Curtis Barnett. Ils font escale à Madagascar et, au moment de repartir, le Diamond et le Medway sont brièvement détachés du reste de la flotte pour aller croiser dans le détroit de Malacca. Sur place, ils capturent deux bâtiments français, un navire marchand richement chargé en provenance de Manille, et un important navire corsaire la Favorette, au large de Pondichéry. Le corsaire est incorporé au sein de la Navy sous le nom de HMS Medway Prize. Moore retourne sur le vaisseau de Barnett, le HMS Deptford. Après le décès de Barnett le 2 mai 1746, John Moore rentre en Angleterre à bord du Deptford.

## Sous les ordres de Hawke et le service pendant la paix
Moore est bientôt affecté sur un nouveau vaisseau, et il passe en 1747 à bord du HMS Devonshire. Le Devonshire sert alors de vaisseau amiral au Contre-Amiral Edward Hawke. Ainsi, Moore participe à la croisière d'automne menée par Hawke dans le golfe de Gascogne et prend part à la seconde bataille du cap Finisterre le 14 octobre, au cours de laquelle Hawke bat la flotte du marquis l'Estenduère, chef d'escadre. Moore se distingue pendant le combat, si bien que Hawke lui confie la mission d'apporter la nouvelle de la victoire en Angleterre. Il écrit à cette occasion !
Pendant la période de paix qui suit la fin de la guerre de Succession d'Autriche Moore est nommé au commandement du yacht HMS William and Mary, avant de retourner sur le Devonshire en avril 1756.

## Sources et bibliographie
- (en) Cet article est partiellement ou en totalité issu de l’article de Wikipédia en anglais intitulé « Sir John Moore, 1st Baronet » (voir la liste des auteurs).
- (en) John Burke, A Genealogical and Heraldic History of the Extinct and Dormant Baronetcies, Londres, John Russell Smith, 1844, 367 p. (lire en ligne)
- (en) W.L. Clowes, The Royal Navy : a history from the earliest times to the present, vol. 3, Londres, Chatham, repr. 1996–7 (1re éd. 1897–1903) (ISBN 978-1-86176-012-8 et 1-86176-012-4)
- (en) T.R. Keppel, The life of Augustus, Viscount Keppel, 2 vols, Londres, H. Colburn, 1842
- J. K. Laughton, « Moore, Sir John, baronet (1718–1779) », Oxford Dictionary of National Biography, Oxford University Press,‎ 2004 (DOI 10.1093/ref:odnb/19129)
- Darryl Lundy, « Admiral Sir John Moore, 1st Bt » (consulté le 26 mai 2008)
- (en) R.F. Mackay, Admiral Hawke, Oxford, Clarendon Press, 1965
- (en) R.F. (éd) Mackay, The Hawke papers : a selection, 1743–1771, Aldershot, Scolar Press for the Navy Records Society, coll. « Navy RS » (no 129), 1990 (ISBN 0-85967-830-X)
- (en) N.A.M. Rodger, The wooden world : an anatomy of the Georgian navy, Londres, Collins, 1986, 445 p. (ISBN 0-00-216548-1)